# NGC 7377
NGC 7377 (również PGC 69733) – galaktyka spiralna z poprzeczką (SB0-a), znajdująca się w gwiazdozbiorze Wodnika. Odkrył ją William Herschel 13 października 1786 roku. Jest to galaktyka z aktywnym jądrem typu LINER.
W galaktyce tej zaobserwowano supernową SN 2004db.